# Gorki Águila
Gorki Águila Carrasco (L'Avana, 11 novembre 1969) è un cantante e attivista cubano, membro del gruppo punk rock Porno para Ricardo, noto per le canzoni apertamente critiche nei confronti di Fidel Castro e dei massimi dirigenti politici cubani..

## Biografia
Fu arrestato una prima volta nel 2003 per possesso di droga: in quell'occasione una poliziotta si finse una sua fan e lo convinse a dargli delle pasticche di anfetamina. Águila parlò di un tentativo per incastrarlo e zittirlo, anche se ammise di aver consegnato alla finta fan due pasticche. Fu liberato nel 2005, in seguito a una campagna internazionale volta alla sua liberazione.
L'arresto rese lui e il gruppo più duri nella critica al regime cubano. Nel 2007, rilasciò una dura intervista alla CNN, nella quale affermò che il comunismo "è un totale fallimento" e che le persone di sinistra di tutto il mondo avrebbero dovuto rafforzare il proprio capitalismo.
Il 25 agosto 2008, la polizia cubana arrestò nuovamente Águila per "pericolosità sociale pre-delittuosa". La notizia produsse una reazione di solidarietà a livello internazionale a favore del cantante, del quale venne chiesta la scarcerazione. Il processo si tenne il 29 agosto. Il cantante fu accusato di non partecipare alle attività del Comitato, di non prendere parte alle operazioni di controllo e di non votare dalla presidentessa di zona dei Comitati di Difesa della Rivoluzione, la quale affermò che "la sua condotta sociale si riassume nel fare rumore con la sua musica e di molestare i suoi vicini." L'accusa di "pericolosità sociale" fu poi ridimensionata a semplice "disobbedienza" e Águila fu condannato al pagamento di una multa di 600 pesos, che fu provocatoriamente pagata dal cantante con dodicimila monete da 5 centavos.
Nel maggio 2009, andò in Messico per riunirsi con la madre e la sorella, nel cui ristorante lavorò per qualche tempo. Nel settembre 2009 andò a Miami per promuovere, con l'aiuto del Movimiento Mundial de Solidaridad con Cuba (una ONG che lotta per i diritti umani a Cuba), l'ultimo disco della band in giro per gli Stati Uniti d'America. Nel marzo 2010, tuttavia, ritornò a Cuba per riunirsi al gruppo e a sua figlia Gabriela, di 13 anni.